# Логарска Долина
Логарска Долина (словен. Logarska Dolina) је насељено место у општини Солчава, Савињска регија, Словенија.

## Историја
До територијалне реорганизације у Словенији била је у саставу старе општине Мозирје.

## Становништво
У попису становништва из 2011. године, Логарска Долина је имала 104 становника.
| Број становника према пописима | Број становника према пописима | Број становника према пописима |
| ------------------------------ | ------------------------------ | ------------------------------ |
| 1991                           | 2002                           | 2011                           |
| 88                             | 95                             | 104                            |

Напомена: Године 1994. повећана за делове насеља Подолшева и Солчава.

## Галерија
- колиба на Клеменча јами
- планина Мрзла гора
- планина Турска гора
- планина Крофичка
- централни део Логарске долине
- Павличево седло, некадашњи гранични прелаз између Аустрије и Словеније, поглед са аустријске стране
- Водопад Ринка, извор реке Савиње
- Стеричева печ
- Извор Савиње, поток Чрна
- пејзаж